# Ференц Суса (стадіон)
«Ференц Суса Стадіон» (угор. Szusza Ferenc Stadion) — футбольний стадіон у місті Будапешт, Угорщина, домашня арена ФК «Уйпешт».
Стадіон побудований протягом 1921—1922 років та відкритий 17 вересня 1922 року під назвою «Медьєрі уті Стадіон». Архітектором споруди був видатний угорський спортсмен Альфред Хайош.
У 2003 році арені присвоєно ім'я легендарного угорського футболіста Ференца Суси.
2016 року стадіон реконструйований.